# Mikhàilovka (Sakhalín)
Mikhàilovka - Михайловка (rus) - és un poble de l'óblast de Sakhalín, a l'Extrem Orient de Rússia, que el 2013 tenia 293 habitants. Pertany al districte d'Aleksàndrovsk-Sakhalinski.